# Keita Suzuki
Keita Suzuki (鈴木 啓太, Suzuki Keita, Shizuoka, 8 juli 1981) is een Japans voormalig voetballer die als aanvaller speelde.

## Carrière
Keita Suzuki tekende in 2000 bij Urawa Red Diamonds.

## Japans voetbalelftal
Keita Suzuki debuteerde in 2006 in het Japans nationaal elftal en speelde 28 interlands.

## Statistieken
| Japans voetbalelftal | Japans voetbalelftal | Japans voetbalelftal |
| Jaar                 | Wed.                 | Dlp.                 |
| -------------------- | -------------------- | -------------------- |
| 2006                 | 7                    | 0                    |
| 2007                 | 13                   | 0                    |
| 2008                 | 8                    | 0                    |
| Totaal               | 28                   | 0                    |